# Rogów (województwo opolskie)
Rogów (niem. Rogau) – wieś w Polsce położona w województwie opolskim na Górnym Śląsku, w powiecie brzeskim, w gminie Grodków.
W latach 1975–1998 miejscowość położona była w województwie opolskim.
W maju 1939 roku Rogów zamieszkiwało 85 mieszkańców, wieś należała do ówczesnego górnośląskiego powiatu Grodków stanowiąc równocześnie granicę z Dolnym Śląskiem.

## Nazwa
Nazwa miejscowości pochodzi od nazwy róg. W księdze łacińskiej Liber fundationis episcopatus Vratislaviensis (pol. Księga uposażeń biskupstwa wrocławskiego) spisanej za czasów biskupa Henryka z Wierzbna w latach 1295–1305 miejscowość wymieniona jest w zlatynizowanej formie Rogow.

## Historia
Od końca XVIII w. wieś posiadała pieczęć gminną, na której wizerunku przedstawiono nad murawą dwie skrzyżowane kosy, nad nimi lilia heraldyczna (?) i dwie gwiazdy lub ptaki w locie (?).

## Szlaki turystyczne
- Nowina - Rozdroże pod Mlecznikiem - Raczyce - Henryków - Skalice - Skalickie Skałki - Skrzyżowanie nad Zuzanką - Bożnowice - Ostrężna - Miłocice - Gromnik - Jegłowa - Żeleźnik - Wawrzyszów - Grodków - Żarów - Starowice Dolne - Strzegów - Rogów - Samborowice - Szklary - Wilemowice leśniczówka - Biskupi Las - Dębowiec - Ziębice[8]